# Oberer Kachura-See
Der Obere Kachura-See ist ein See im Skardu-Tal westlich der Stadt Skardu auf fast 2500 m in Gilgit-Baltistan im Norden Pakistans.
Zusammen mit dem Unteren Kachura-See ist er eine wichtige Touristenattraktion in Skardu. Der Gebirgssee besitzt ein reines durchsichtiges Wasser und ist an seiner tiefsten Stelle 70 m  tief. Im Sommer erreicht die Wassertemperatur ungefähr 15 °C und im Winter friert er vollständig zu. Der wenige Meter entfernt vorbeiströmende und tiefer gelegene Indus ist kein Zufluss des Sees.